# Анджей Чарнковський (єпископ)
Анджей Чарнковський гербу Наленч (пол. Andrzej Czarnkowski, ? — †1562) — польський шляхтич, релігійний (РКЦ) та освітній діяч, дипломат. Представник роду Чарнковських.

## Біографія
Найстарший син каштеляна Бидгоща, графа на Чарнкуві, Мацея Чарнковського та його дружини — Катажини з Опалінських. Замолоду навчався в Італії (Падуя, Болонья). 1540 року повернувся додому. Потім потрапив до королівського двору у Вільнюсі, де завдяки здібностям отримав посади схоластика та пробоща архикатедри у Ґнезно. З дипломатичними місіями їздив до цісарів (імператорів) Фердинанда, Карла V. 1553 року отримав посаду познанського єпископа РКЦ.
За його сприяння Бенедикт Гербест та Григорій Самборчик приїжджали з Кракова до Познані викладати в місцевій Колегії Любранського. Б. Гербесту дав посаду познанського каноніка.
Помер 1562 року на 56-му році життя. Був похований у каплиці Кожбоків катедри в Познані.